# احترس من الخط (فلم)
 احترس من الخط  فيلم كوميدي مصري من بطولة عادل إمام ولبلبة وسمير صبري ومن إخراج سمير سيف. أنتج سنة 1984.

## قصة الفيلم
يتحدث الفيلم عن خصوصي (عادل إمام)، الذي يعمل في شركة مقاولات ورثتها ابنة عمه نبيلة (لبلبة). وخصوصي شاب طيب إلى حد السذاجة ومخلص في عمله، على النقيض من زميله في العمل سامي (سمير صبري) الذي يعمل في الظلام وبطرق غير مشروعة للكسب السريع، والذي يوهم خصوصي بأن نبيلة تهيم بحبه ولابد أن يتقدم لخطبتها. ولأن نبيلة تعيش قصة حب مع سامي، فهي ترفض خصوصي، الذي يصدم بموقفها تجاهه ويفكر في الانتحار. فينصحه سامي بتأجير المعلم بشندي (عبد السلام محمد) ليقتله ويقنع إن ذلك سيقنع نبيلة بأنه كان يحبها، كما يجعله يوقع على ورقة تفيد بأنه اختلس أموال الشركة. ولكن السفاح المكلف بقتل خصوصي يكتشف بأن خصوصي إنسان طيب ومخدوع، فيقترح عليه أن يختبئ عن الناس حتى يتوصل للحقيقة، ويدبر له حادث انتحار مفتعل. وبعد أحداث متتالية مضحكة، يأخذ خصوصي في تبرئة نفسه. حيث نراه يتخفى في شخصية صعيدي ويدعي بأنه شقيق خصوصي، ويمنع زواج نبيلة من سامي، ويسرق مستندات من الشركة تثبت براءته وتدين سامي بتهمة قتل خصوصي، ويصدر الحكم بإعدامه. فيصحو ضمير خصوصي المتنكر، ويصارح نبيلة بحبه وبحقيقة كل ما حدث. وفي النهاية يتم إنقاذ سامي من حبل المشنقة، ولكنه يدان بتهمة الاختلاس.

## روابط خارجية
- مقالات تستعمل روابط فنية بلا صلة مع ويكي بيانات